# Alayotityus pallidus
Espèce
Alayotityus pallidus est une espèce de scorpions de la famille des Buthidae.

## Distribution
Cette espèce est endémique de la Province de Santiago de Cuba à Cuba. Elle se rencontre vers Mella dans la Sierra Maestra.

## Description
Le mâle holotype mesure 24,10 mm.
Les mâles mesurent de 21 à 25 mm et les femelles de 27 à 29 mm.

## Publication originale
- Teruel, 2002 : « Taxonomía del complejo Alayotityus nanus Armas, 1973 (Scorpiones: Buthidae). Primera parte:descripción de dos nuevas especies. » Revista Iberica de Aracnologia, vol. 6, p. 187-194 (texte intégral).